# Monumentum pro Gesualdo
Monumentum pro Gesualdo  (titre complet Monumentum pro Gesualdo di Venosa ad CD annum: three madrigals recomposed for instruments) est une suite instrumentale en trois mouvements composée par Igor Stravinsky. C'est une orchestration de trois madrigaux de Carlo Gesualdo. L'œuvre fut composée pour célébrer le 400e anniversaire de la naissance du musicien de la Renaissance. Elle fut chorégraphiée en ballet par George Balanchine et le New York City Ballet.

## Mouvements
Chaque mouvement est une réorchestration instrumentale d'un madrigal de Gesualdo.
1. Asciugate i begli occhi, 14e madrigal du cinquième livre
2. Ma tu, cagion di quella, 17e madrigal - 2e partie, du cinquième livre
3. Belta poi che t'assenti, 2e madrigal du sixième livre

## Création
Monumentum pro Gesualdo est créé par le compositeur le 27 septembre 1960 au palais des Doges de Venise.

## Partition
- Monumentum pro Gesualdo di Venosa ad CD annum : three madrigals, recomposed for instruments, Londres : Boosey & Hawkes, 1960.

## Discographie
- Igor Stravinsky et Robert Craft, Don Carlo Gesualdo prince of madrigalists, Columbia Symphony Orchestra sous la direction d'Igor Stravinsky (enregistré en juin 1960) Columbia Masterworks, KL 5718, 1961 - réédition KS-6318 1966[2](réédité par SONY-BMG dans le coffret The Works of Igor Stravinsky  2008).